# Scutellaria hintoniana
Scutellaria hintoniana là một loài thực vật có hoa trong họ Hoa môi. Loài này được Epling miêu tả khoa học đầu tiên năm 1939.